# Via Gregoriana
La Via Gregoriana est une voie de Rome, située dans le quartier de Campo Marzio, qui s'élève de la via Capo le Case à la piazza della Trinità dei Monti.

## Histoire
Le percement de la rue est à l'initiative du pape Grégoire XIII Boncompagni, qui, pour le Jubilé de 1575, a fait construire une voie reliant l'église de la Trinité-des-Monts (construite quelques décennies auparavant), et la ville Renaissance en contrebas, en remplacement de l'escalier construit par Domenico Fontana, afin de faciliter l'accès à la colline du Pincio.
Le trajet entre la Rome Renaissance et la terrasse du Pincio, cependant, a été considérablement amélioré par le pape suivant Sixte V, avec l'ouverture de la nouvelle, et moins raide, rue de Felice (aujourd'hui Via Sistina). Celle-ci raccourcit en effet le parcours entre la Basilique Sainte-Marie-Majeure et l'escalier de la Trinité des Monts.
La via Gregoriana a toujours[réf. nécessaire] été une rue calme et réservée, malgré sa position centrale, et l'est restée de nos jours, malgré le trafic. Pour son calme et la beauté du lieu, de nombreux artistes et intellectuels y ont résidé : Federico Zuccari, qui a fait construire au sommet le Palais Zuccari, connu sous le nom de "maison des Monstres" ; le bâtiment, longuement rénové au début des années 2000, abrite maintenant la bibliotheca Hertziana, mais avait reçu au cours des années, entre autres, Pietro Bracci (le concepteur du monument de la reine Maria Casimira de Pologne à Saint-Pierre), les peintres Angelica Kauffman, Johann Winckelmann ou encore Friedrich Overbeck.
De nombreuses plaques sur les façades des bâtiments rappellent la présence d'autres résidents illustres.

## Quelques vues

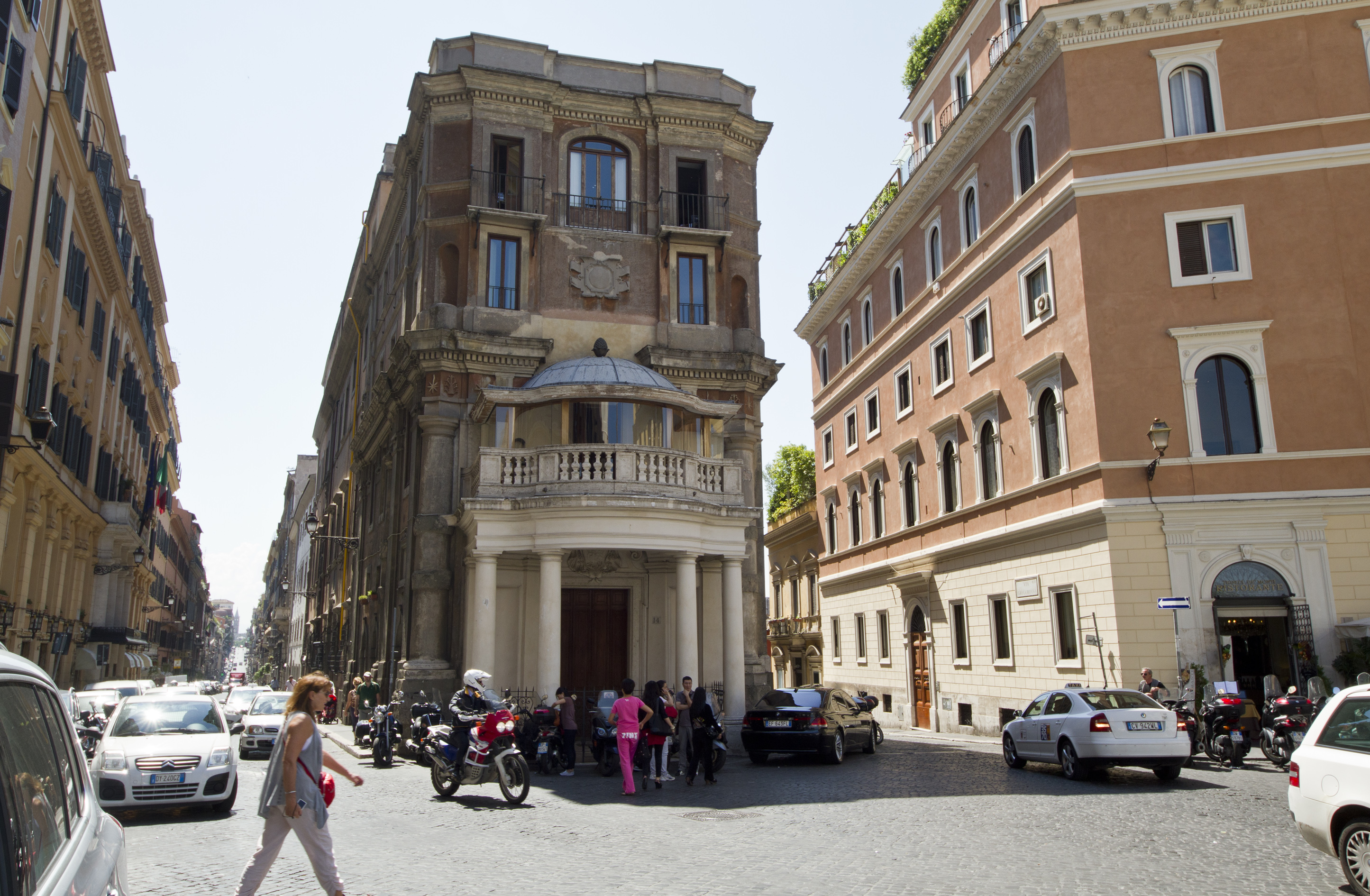
Angle via della Trinita dei Monti et de la via Gregoriana
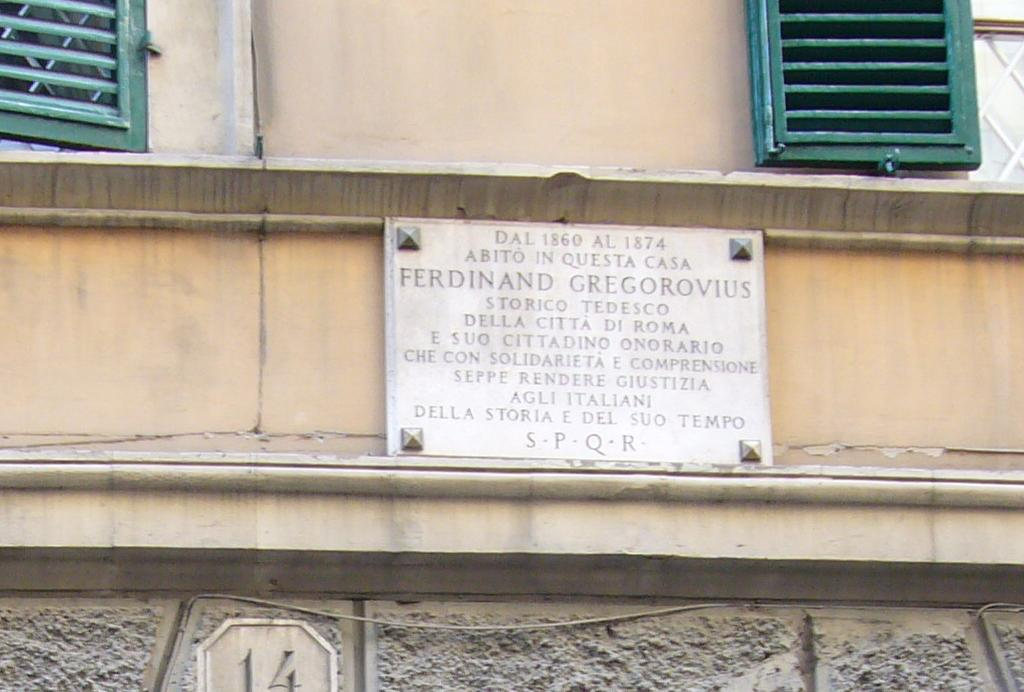
Plaque commémorative
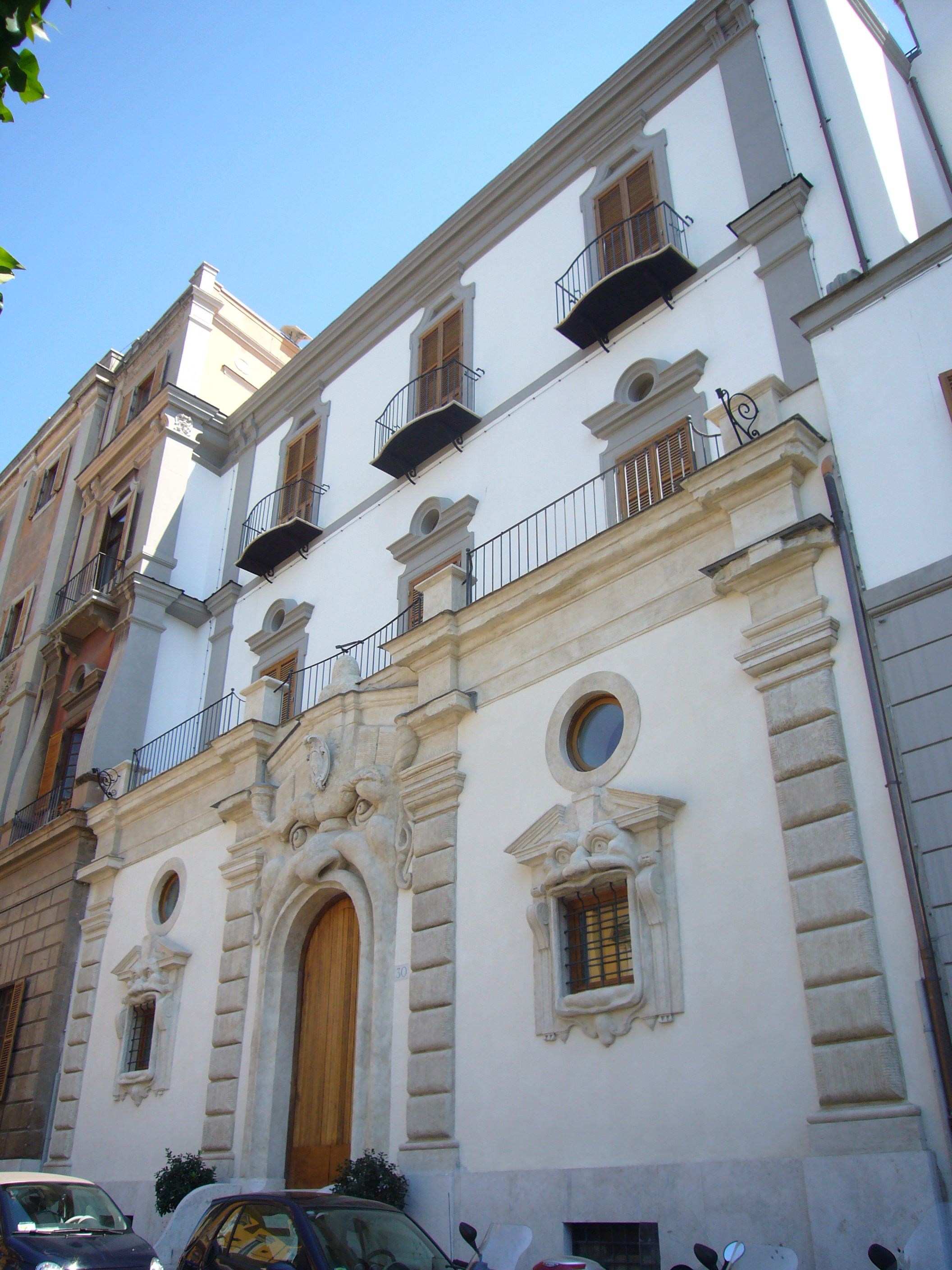
Palais des Zuccari